# Апраксин, Александр Петрович
Граф Алекса́ндр Петро́вич Апра́ксин (1784 — 12 апреля 1845) — полковник, участник Наполеоновских войн и Отечественной войны 1812 года; масон и камергер; агент русского правительства в Австрии.

## Биография
Сын генерал-поручика графа Петра Фёдоровича Апраксина (1728—1814) от второго брака его с графиней Елизаветой Кирилловной Разумовской (1749—после 1816). По отцу — потомок графа А. М. Апраксина; по матери — внук графа К. Г. Разумовского. Получил домашнее образование.
Службу начал в 1801 году в Государственной коллегии иностранных дел архивариусом; в июне 1803 года причислен к русской дипломатической миссии в Бадене и Вюртемберге. С апреля 1804 года камер-юнкер; в 1805 года назначен к миссии в Карлсруэ; а в 1806 — в Берлине. В январе 1808 года по собственному желанию перешёл на военную службу и получил назначение в Ахтырский гусарский полк; в декабре 1809 года переведен в лейб-гвардии Гусарский полк; в январе 1811 года уволен от службы в чине штабс-ротмистра.
С началом войны 1812 года вновь принят на службу в Ахтырский гусарский полк. Участвовал в сражениях при Мире, Салтановке, Малоярославце и других; включая Бородинскую битву. За отличия переведен в поручики и награждён орденами св. Анны 3-й степени и св. Владимира 4-й степени с бантом. В августе 1813 года переведен в лейб-гвардии Гусарский полк и назначен адъютантом генерал-лейтенанта И. В. Васильчикова.
В заграничных походах русской армии против Наполеона в 1813 и 1814 годах участвовал в сражениях при Бауцене, Лейпциге, Бриенне и Ла-Ротьере. В мае 1816 года уволен со службы ротмистром. Летом 1820 года вновь принят в лейб-гвардии Гусарский полк; с 1823 года полковник. В феврале 1825 года по семейным обстоятельствам вышел в отставку, с мундиром.
Благодаря родству с Д. П. Татищевым в сентябре 1825 года был определен на службу в Государственную коллегию иностранных дел с чином статского советника и причислен сверхштатным служащим к русскому посольству в Вене и пожалован в камергеры. В июне 1828 года произведен в действительные статские советники. В декабре 1834 года по высочайшему повелению «за неимением штатного места при министерстве» уволен от службы.

От матери Апраксин унаследовал большое состояние, которое приумножилось после смерти дяди его графа П. К. Разумовского в 1823 году. В обществе славился как великолепный танцор и франт, имел страсть к женскому полу и смолоду «подрумянивался и подкрашивал свои брови и усы». Будучи сурового нрава, он обращался очень жестоко с крепостными людьми. По словам современника, граф Апраксин был страшным человеком.
Жесток, подл, он считал девок своих поместий собственностью в полном смысле слова и даже замужних жен отбирал от мужей. Сек он насмерть за собак, за лошадей. Бил даже французов, которые у него служили, если его парики, прически или прикраски не вполне его удовлетворяли и не показывали его юношей, между тем, как ему было уже 60 лет. Ему подвозили девок из его Черниговской вотчины, он держал их при себе и наряжал великолепно француженками, но все-таки в гостиных он продолжал ухаживать за молодыми девицами и долго выбирал, который из них бросить платок.
Разойдясь с женой, с конца 1830-х годов Апраксин жил то в Одессе, то на южном берегу Крыма. Однажды, на балу в доме графа М. С. Воронцова он увидел старшую дочь богатого малороссийского помещика Дмитрия Овсянико-Куликовского. «Молодая, пучеглазая, смуглая и довольно грациозная девица», так понравилась Апраксину, что он решил жениться на ней. Но архиерей Псковский не позволил, так как при разводе Синод подверг Апраксина епитимии и запретил ему вступать в новый брак.
Тогда Апраксин нашёл беглого священника, который за большую сумму денег тайно обвенчал его с возлюбленной. Несколько лет спустя, в 1845 году она погибла вместе с Апраксиным во время пожара в его доме в селе Нарышкине Сердобского уезда Саратовской губернии, который подожгли крестьяне, чтобы избавиться от своего барина. Церковь так и не признала их брак. В Журнале Министерства Внутренних Дел между происшествиями было напечатано: «В своем имении сгорел в постели, от случившегося пожара в его доме, отставной статский советник граф Апраксин и девица Куликовская».

## Семья
Первая жена (с 7 июня 1815 года) — Александра Васильевна Давыдова, дочь гвардии прапорщика Василия Владимировича Давыдова (1768—1810; портрет) от его брака с Прасковьей Ивановной Игнатьевой (ум. 1811); племянница генерал-майора Евграфа Давыдова. Венчались в Петербурге в Симеоновской церкви, поручительницей по жениху была его мать графиня Е. К. Апраксина, по невесте — тетка её А. И. Лобкова. Дочь:
- Лидия Александровна (01.08.1816[2]—1854), фрейлина двора, замужем за генерал-майором и витебским предводителем дворянства Михаилом Петровичем Храповицким (1808—1880). Дети: Пётр, Александр, Мария, Александра, Дмитрий, Борис. Борис (1850—1858) погиб во Флоренции, упав со второго этажа.

Вторая жена (с 28 апреля 1824 года) — Елена Николаевна Безобразова (1800—1891), падчерица дипломата Д. П. Татищева; дочь Юлии Александровны Конопка (1785—1834) от её первого брака с генерал-майором Николаем Алексеевичем Безобразовым (1770—1833). Зимой 1824 года А. И. Тургенев писал П. А. Вяземскому, что «Безобразова помолвлена за гусарского полковника Апраксина и утопает в блаженстве». Венчались в Петербурге в церкви иконы Божией Матери «Всех скорбящих Радость», поручителями были двоюродный брат жениха граф С. Ф. Апраксин и его мать графиня Е. А. Апраксина. Елена Николаевна была известной красавицей. В Вене она сошлась с графом Иосифом Эстергази (1791—1847) и оставила мужа. За порядочную сумму денег Апраксин переуступил жену графу Эстергази, с которым она жила открыто, и сам хлопотал о разводе, причем, для того чтобы жена могла выйди замуж, он взял на себя всю вину. В июле 1841 года Елена Николаевна стала графиней Эстергази. Её дети от Апраксина остались с ней:
- Александр Александрович (26.03.1825[4]—1826), крещен 27 апреля 1825 года в Скорбященской церкви при восприемстве И. В. Васильчикова и Ю. А. Татищевой.
- Дмитрий Александрович (1826—1899), с 1848 года женат Анне (Нине) Ивановне Мазараки (1828—1901), их сыновья Александр (15.02.1851—1913; писатель, за подделку векселей лишен титула) и Сергей (06.04.1861—1921; офицер венгерской службы).
- Юлия Александровна[венг.] (1830—1917), в первом браке (с 03.10.1849, Вена) за венгерским графом Артуром Батиани; во втором — за испанским военным Лоренцо Рубио де Эспиноза. Писательница, венгерская патриотка, актриса и хозяйка известного салона. Её увлечение театром и мимолетная связь с молодым офицером, привели к разводу с первом мужем. Лишившись права на 5 детей и на ношение имени мужа, неудачно выступала на театральных подмостках Берлина и Мюнхена. Переехав в Париж, выступала в «Театре молодых артистов» и состояла членом мадридской ложи «Fraternidad Iberica» Великого национального востока Испании. Перешла в католичество и была заметной фигурой светского общества эпохи Второй Империи.